# Cantó de Cruzy-le-Châtel
El cantó de Cruzy-le-Châtel és un cantó francès del departament del Yonne, situat al districte d'Avallon. Té 16 municipis i el cap és Cruzy-le-Châtel.

## Municipis
- Arthonnay
- Baon
- Cruzy-le-Châtel
- Gigny
- Gland
- Mélisey
- Pimelles
- Quincerot
- Rugny
- Saint-Martin-sur-Armançon
- Sennevoy-le-Bas
- Sennevoy-le-Haut
- Tanlay
- Thorey
- Trichey
- Villon

## Història
| Data d'elecció                           | Identitat            | Partit                      | Qualitat |
| ---------------------------------------- | -------------------- | --------------------------- | -------- |
| 1945-1951                                | M. Jaïs              | radical                     |          |
| 1951-1958                                | M. Jossier           | RI                          |          |
| 1958-2008                                | Michel Delprat       | RI, després CNI, després DL |          |
| 2008-                                    | Jean-Pierre Bouilhac | UMP                         |          |
| les dades anteriors no són pas conegudes |                      |                             |          |
|                                          |                      |                             |          |

## Demografia
| A partir de 1990: Població sense dobles comptes |